# Palaia bruixa
La palaia bruixa, la bruixa de quatre taques, la bruixa, el serrandell o la llisèria (Lepidorhombus boscii) és un peix teleosti de la família dels escoftàlmids i de l'ordre dels pleuronectiformes.

## Morfologia
- Pot arribar als 40 cm de llargària total.[4]
- El cos és comprimit, deprimit i allargat.
- Color ocre grisós o marronós al costat esquerre i blanquinós al dret.
- La línia lateral es troba arquejada a la part anterior.
- El cap és petit amb la boca grossa i les dues mandíbules d'igual mida.
- Els ulls, grossos, són al costat esquerre i es troben separats per una cresta òssia. L'ull inferior es troba en una posició lleugerament més avançada que el superior. El diàmetre ocular és més gran que la longitud preorbitària.
- L'aleta dorsal i l'anal són llargues i comencen per davant els ulls.
- Les pectorals són asimètriques.
- La caudal és rodona.
- Escates petites.
- Té quatre clapes a la part posterior de la dorsal i de l'anal.[5][6]

## Reproducció
Es reprodueix entre el març i l'abril en aigües pregones. Tant els ous com les larves són pelàgics.

## Alimentació
Menja cucs, crustacis, peixets i cefalòpodes.

## Hàbitat
És un peix de costums bentònics, el qual apareix colgat a fons sorrencs i fangosos entre els 100 i 900 m de fondària -més abundant entre els 100 i els 400-.

## Distribució geogràfica
Es troba a les costes de l'Atlàntic nord-oriental (des de les Illes Britàniques fins al Cap Bojador -Sàhara Occidental-) i a la Mediterrània (zones central i occidental), incloent-hi els Països Catalans.

## Pesca
Es captura amb tresmalls de fons i, sobretot, bous d'arrossegament. És una espècie accessòria de la pesca de la gamba i la seua talla mínima legal de pesca és de 15 cm.